# 山岸俊男
山岸 俊男（やまぎし としお、1948年1月21日 - 2018年5月8日）は、日本の社会心理学者。北海道大学名誉教授。2004年紫綬褒章受章。2013年文化功労者。正四位、瑞宝重光章追贈。

## 来歴
愛知県名古屋市生まれ。一橋大学社会学部で社会心理学者の南博教授に師事。大学院修了後、就職先がなくワシントン大学に留学。Ph.D.取得頃から社会的ジレンマ研究を開始。北海道大学教授、東京大学特任教授を経て、2011年北海道大学名誉教授、2014年より一橋大学大学院国際企業戦略研究科特任教授。2004年、紫綬褒章受章。2013年、文化功労者顕彰。2005年10月より日本学術会議会員も務めた。
2018年5月8日、病気のため逝去、70歳没。叙正四位、瑞宝重光章追贈。

## 学歴
- 1966年 東海中学校・高等学校卒業
- 1970年 一橋大学社会学部卒業
- 1972年 同大学院社会学研究科社会学専攻修士課程修了
- 1981年 同大学院社会学研究科社会学専攻博士後期課程単位修得退学
- 1981年 ワシントン大学大学院社会学研究科博士課程修了、Ph.D.取得

## 職歴
- 1974年 東京綜合写真専門学校非常勤講師
- 1975年 ワシントン大学社会学部教育助手
- 1976年 同社会科学計量センター助手
- 1978年 同社会学部準研究員
- 1981年5月 同研究員
- 1981年10月 北海道大学文学部助教授
- 1985年 ワシントン大社会学部助教授
- 1988年 北海道大学文学部助教授
- 1993年 同教授
- 2000年 同大学院文学研究科教授
- 2002年 北海道大学における21世紀COEプログラム「心の文化・生態学的基盤」拠点リーダー
- 2007年 北海道大学実験社会科学研究センター長、北海道大学におけるグローバルCOEプログラム「心の社会性に関する教育研究拠点」拠点リーダー
- 2011年 北海道大学定年退職、大学院文学研究科人間システム科学専攻行動システム科学講座特任教授（ - 2012年3月）、北海道大学名誉教授
- 2012年 玉川大学脳科学研究所脳科学研究センター教授（ - 2013年3月）
- 2013年 東京大学大学院総合文化研究科附属進化認知科学研究センター特任教授、東京大学大学院総合文化研究科広域科学専攻生命環境科学系認知行動科学大講座特任教授、玉川大学脳科学研究所特別研究員
- 2014年 一橋大学大学院国際企業戦略研究科特任教授、玉川大学脳科学研究所研究員
- 2018年 一橋大学大学院経営管理研究科特任教授、同年逝去

この間ワシントン大学社会学部盟員教授（Affiliate Professor）やスタンフォード大学Center for Advanced Study in the Behavioral Sciencesフェロー、ラ・トローブ大学高等研究所著名名誉フェロー。

## 受賞
- チャールス・B・ホワード記念賞、1987
- ワシントン大学ウールストン賞、1989
- 日本社会心理学会賞着想独創賞、1993
- 日本グループダイナミックス学会優秀論文賞、1997
- 日本社会心理学会賞研究優秀賞、1997
- 日経・経済図書文化賞、1998
- 日本社会心理学会島田賞、1998
- 日本心理学会研究奨励賞、2000
- 日本心理学会優秀論文賞、2002
- 日本心理学会国際賞特別賞、2013

## 批判
『安心社会』や『信頼』という概念に関して、経済学的視点からの批判がある。

## 著書

### 単著
- 『社会的ジレンマのしくみ――「自分1人ぐらいの心理」の招くもの』（サイエンス社, 1990年）
- 『信頼の構造――こころと社会の進化ゲーム』（東京大学出版会, 1998年）
- 『安心社会から信頼社会へ――日本型システムの行方』（中央公論新社［中公新書］, 1999年）
- 『社会的ジレンマ――「環境破壊」から「いじめ」まで』（PHP研究所［PHP新書］, 2000年）
- 『心でっかちな日本人――集団主義文化という幻想』（日本経済新聞社, 2002年）
- 『日本の「安心」はなぜ、消えたのか――社会心理学から見た現代日本の問題点』（集英社, 2008年）ISBN 4797671726

### 共著
- （太田光・田中裕二）『爆笑問題のニッポンの教養（4）人間は動物である。ただし…――「社会心理学・山岸俊男」』（講談社, 2007年）
- （吉開範章）『ネット評判社会』（NTT出版, 2009年）

### 編著
- 『社会心理学キーワード』（有斐閣, 2001年）

### 共編著
- Cultural and Ecological Foundations of the Mind: Mutual Construction of the Mind and Society, co-edited with Mark H. B. Radford and Susumu Ohnuma, (Hokkaido University Press, 2007).
- （煎本孝・高橋伸幸）『集団生活の論理と実践――互恵性を巡る心理学および人類学的検討』（北海道大学出版会, 2007年）
- （山岸俊男）『現代文化人類学の課題――北方研究からみる』（世界思想社, 2007年）

### 訳書
- R・H・フランク『オデッセウスの鎖――適応プログラムとしての感情』（サイエンス社, 1995年）

## テレビ出演
- 爆笑問題のニッポンの教養（2007年5月25日放送、NHK総合テレビ）
- サイエンスZERO（2008年12月21日放送、NHK教育テレビ）